# تویوتا فورچونر

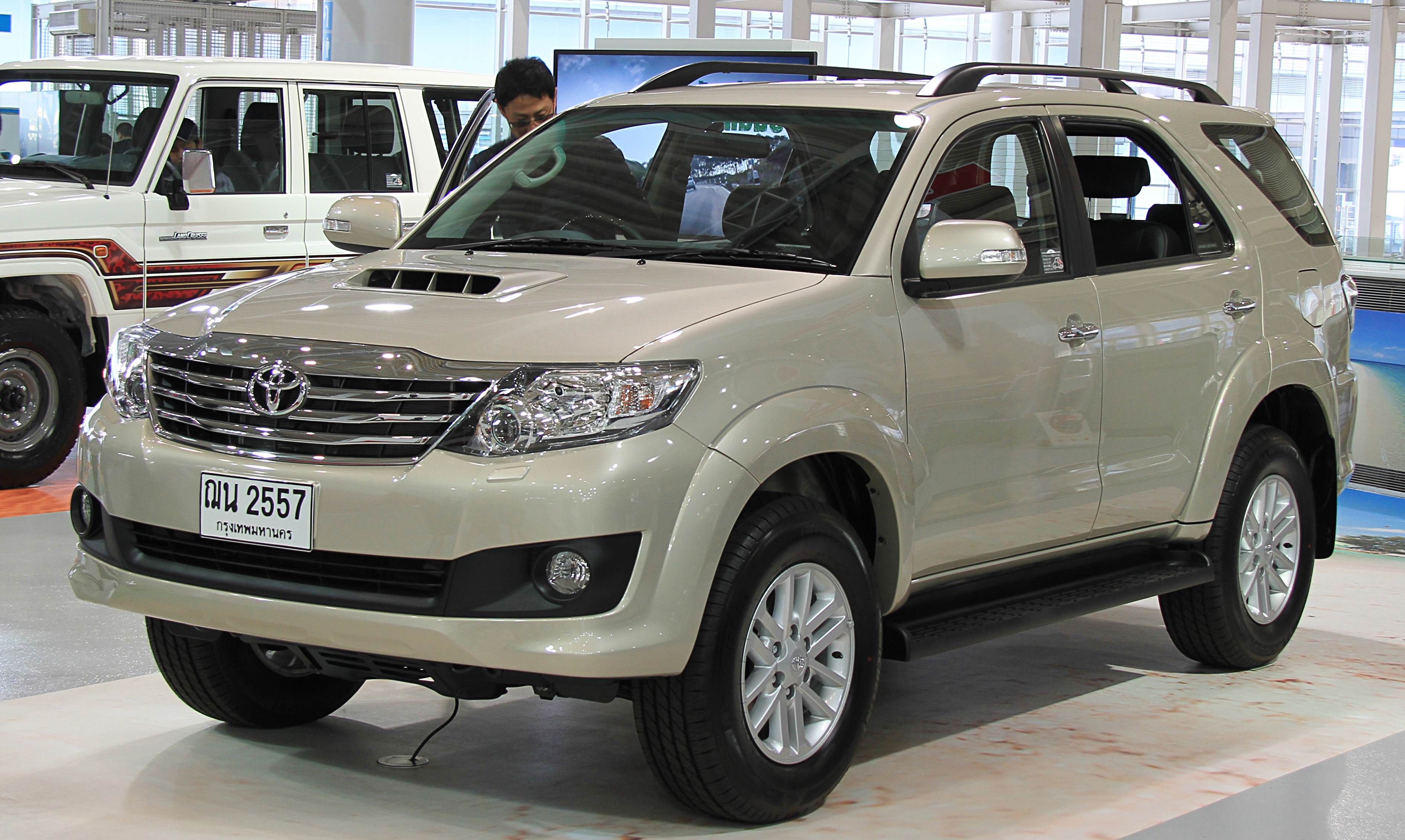
تویوتا فورچونر

تویوتا فورچونر (Toyota Fortuner) خودرویی است که از سال ۲۰۰۵—کنون در تایلند، چاچوئنگسائو، تایلند، اندونزی، قاهره، مصر، بوئنوس آیرس و بنگالورو تولید شده‌است.
این خودرو در کلاس اس‌یووی قرار گرفته، طراحی آن توزیع نیروی پیشران، خودرو چهار چرخ محرک بوده و دارای گیربکس ۵ دنده اتوماتیک است. طول آن در حالت طبیعی ۴٬۶۹۵ میلیمتر (۱۸۴٫۸ اینچ)، عرض آن در حالت طبیعی ۱٬۸۴۰ میلیمتر (۷۲٫۴ اینچ)، ارتفاع آن در حالت طبیعی ۱٬۷۹۰ میلیمتر (۷۰٫۵ اینچ) و وزن آن در حالت طبیعی ۱٬۸۰۰ کیلوگرم (۳٬۹۶۸ پوند) است.
این خودرو تقریباً شبیه پرادو است و با توجه به قیمت بالای پرادو شرکت تویوتا برای از دست ندادن مشتریان خود، اقدام به تولید فورچونر با قیمتی ارزان‌تر ار پرادو کرد. طراحی فورچونر براساس هایلوکس است و مانند آن ارتفاع بلندی دارد و می‌تواند از جاده‌های بیابانی و کوهستانی به راحتی عبور کند.

## تجهیزات
این اتومبیل فقط برای سرنشینان جلو کیسه هوا دارد. ترمزهای جلو دیسکی و عقب کاسه ای دارد. فقط به سیستم ای بی اس مجهز است و تنظیم برقی صندلی راننده دارد. استارت بدون کلید، دکمه‌های چندکاره روی فرمان، تنظیم دستی دوگانه درجه حرارت، رادیو، سی دی، بلوتوث برای سیستم تلفن همراه، تنظیم برقی آینه بغل با گرمکن، چراغ سوم ترمز ال ئی دی، سنسور پارک عقب و کروز کنترل از دیگر امکانات این خودرو است.

## نگارخانه

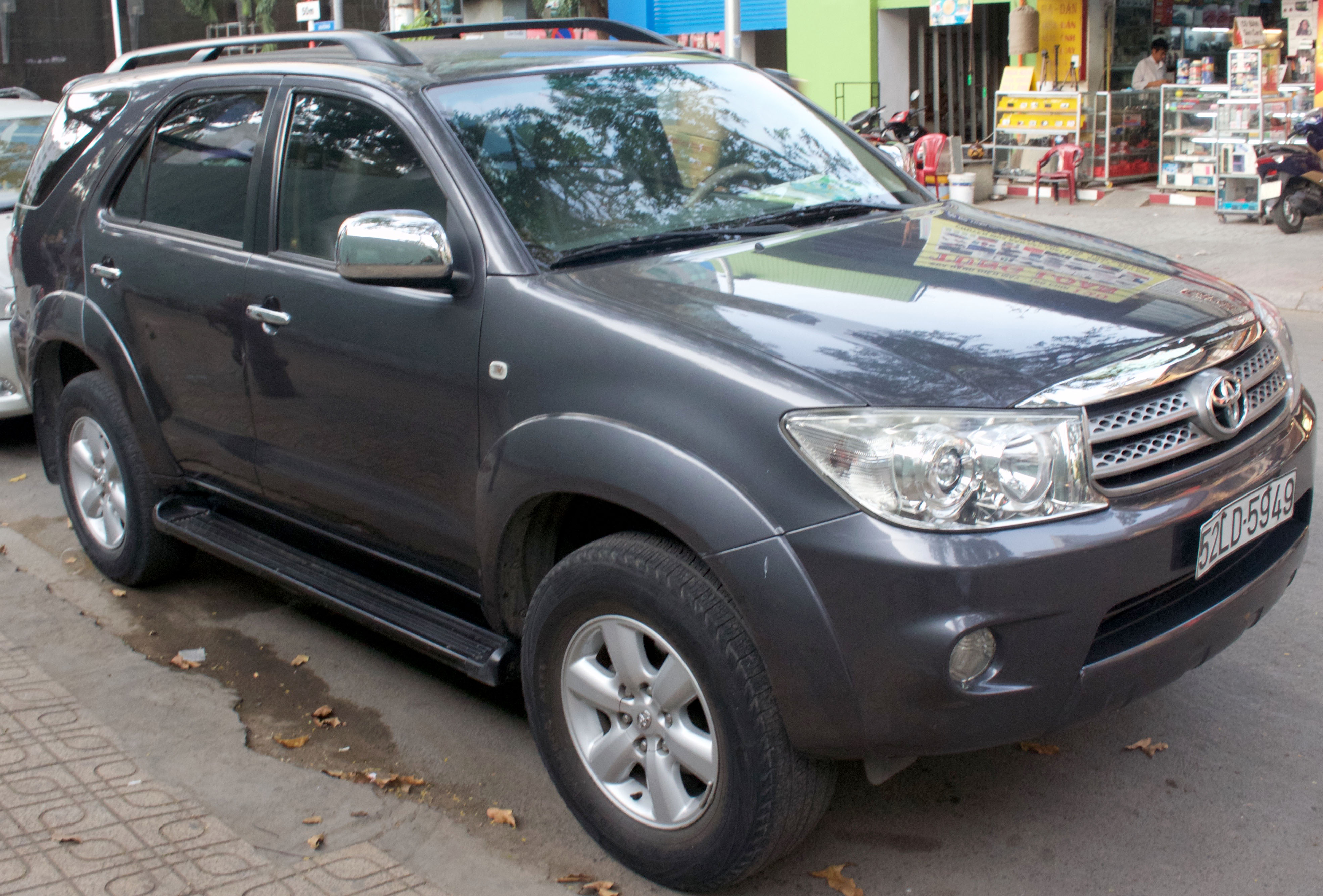
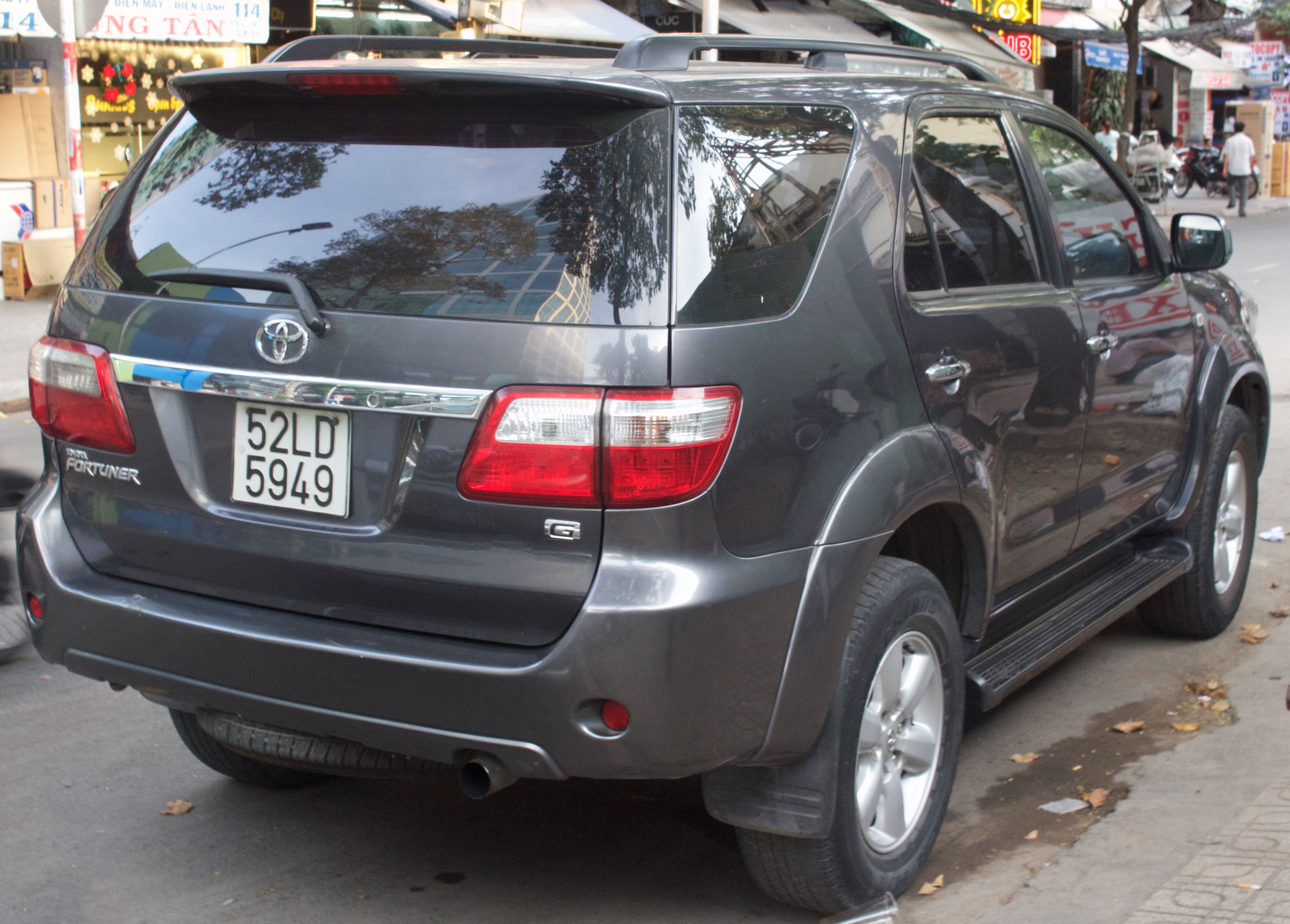
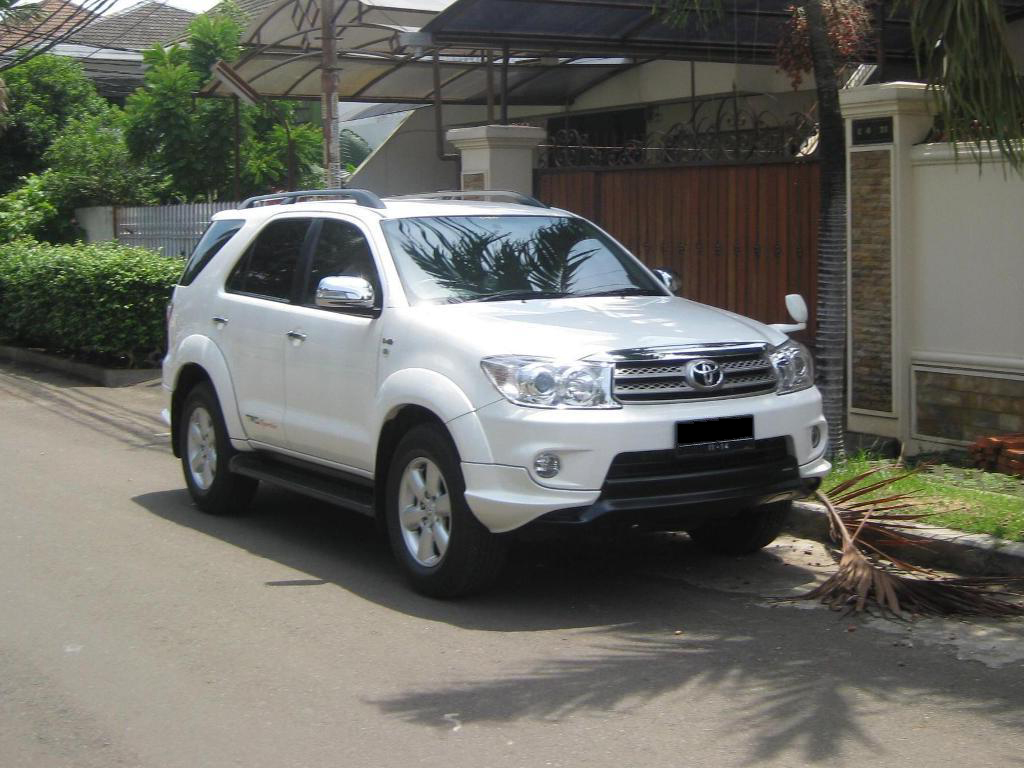